# Klippen (naturreservat)
Klippen är ett naturreservat i Sollefteå kommun i Västernorrlands län.
Området är naturskyddat sedan 2004 och är 29 hektar stort. Reservatet består av urskogsartad barrskog som domineras av gran.